# Hugh O'Brian
Pour les articles homonymes, voir O'Brian.
Hugh Charles Krampe, dit Hugh O'Brian, est un acteur américain, né le 19 avril 1925 à Rochester (État de New York), et mort le 5 septembre 2016 à Beverly Hills (Californie).

## Filmographie partielle

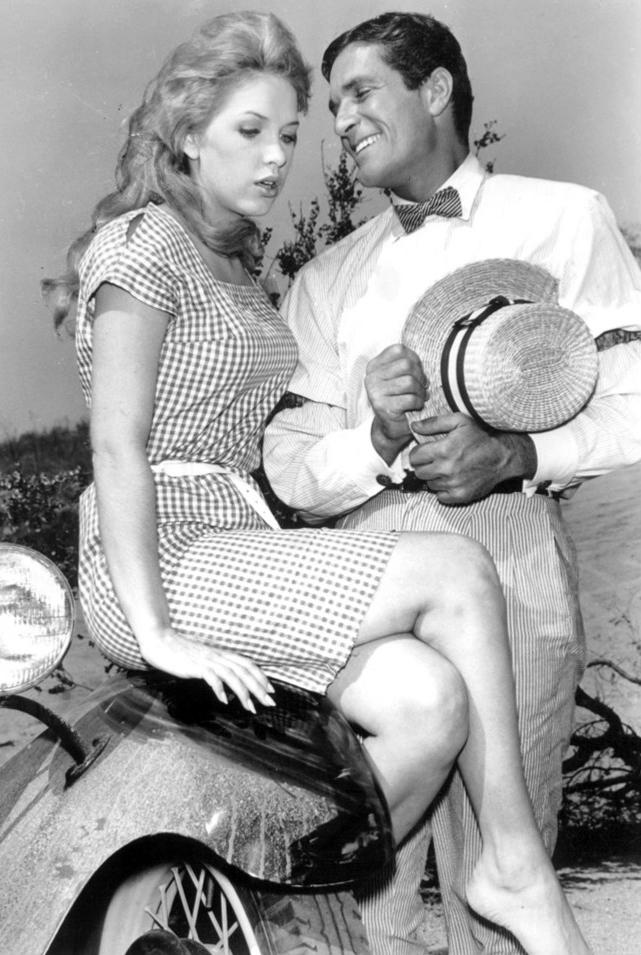
Hugh O'Brian avec Stella Stevens (1961).

Plus d'une centaine de films à son actif, y compris pour la télévision.

### Cinéma
- 1948 : Captif en mer (Kidnapped) de William Beaudine
- 1949 : Faire face  (Never Fear) d'Ida Lupino
- 1952 : Au mépris des lois (Battle at apache Pass), de George Sherman
- 1952 : Les Conducteurs du diable (Red Ball Express) de Budd Boetticher
- 1952 : La Vallée de la vengeance (Vengeance Valley) de Richard Thorpe
- 1952 : Le Fils d'Ali Baba (Son of Ali Baba) de Kurt Neumann
- 1952 : À feu et à sang (The Cimarron Kid), de Budd Boetticher
- 1952 : L'Heure de la vengeance (The Raiders) de Lesley Selander
- 1952 : Sally et sainte Anne (Sally and Saint Anne) de Rudolph Maté
- 1953 : L'Expédition du Fort King (Seminole) de Budd Boetticher
- 1953 : Victime du destin (The Lawless Breed) de Raoul Walsh
- 1953 : Le Déserteur de Fort Alamo (The Man from the Alamo) de Budd Boetticher
- 1953 : Le Justicier impitoyable (Back to God's Country) de Joseph Pevney
- 1954 : La Joyeuse Parade (There's No Business Like Show Business) de Walter Lang
- 1954 : La Rivière sanglante (Drums across the river) de Nathan Juran
- 1954 : La Brigade héroïque (Saskatchewan) de Raoul Walsh
- 1954 : La Lance brisée (Broken Lance) d'Edward Dmytryk
- 1955 : La Plume blanche (White Feather) de Robert D. Webb
- 1958 : Le Tueur au visage d'ange (The Fiend Who Walked the West) de Gordon Douglas
- 1963 : Les Filles de l'air (Come Fly with Me) de Henry Levin
- 1965 : L'amour a plusieurs visages (Loves has many faces) d'Alexander Singer
- 1965 : Première Victoire (In Harm's Way) d'Otto Preminger
- 1965 : Le Boeing décolle à seize heures (Il segreto del vestito rosso) de Silvio Amadio
- 1965 : Les Dix Petits Indiens (Ten Little Indians) de George Pollock
- 1966 : La Baie du guet-apens, de Ron Winston
- 1976 : Le Dernier des géants (The Shootist) de Don Siegel
- 1976 : Les Mercenaires (Killer Force) de Val Guest
- 1978 : Le Jeu de la mort (Game of Death) de Robert Clouse et Bruce Lee
- 1988 : Jumeaux (Twins) d'Ivan Reitman
- 1988 : Doin' Time on Planet Earth de Charles Matthau

### Télévision
- 1970 : Femmes sauvages ('Wild Women) téléfilm de Don Taylor : Killian, le guide

## Doublage en France
- Roger Rudel dans :
  - Au mépris des lois
  - Les Conducteurs du diable
  - Le Fils d'Ali Baba
  - L'Heure de la vengeance
  - À feu et à sang
  - L'Expédition du Fort King
  - Le Déserteur de Fort Alamo
  - Le Justicier impitoyable (doublé en 1962)
  - La Brigade héroïque

- Pierre Hatet dans :
  - Les Mercenaires
  - Drôles de dames (série télévisée)

Mais aussi :
- Marc Cassot dans La Vallée de la vengeance
- Roland Ménard dans Les Boucaniers de la Jamaïque (narration)
- Claude Bertrand dans La Lance brisée
- Georges Aminel dans L'amour a plusieurs visages
- Jean-Pierre Duclos dans Les Dix Petits Indiens
- Georges Atlas dans La Baie du guet-apens
- Jacques Thébault dans Le Dernier des géants
- Raymond Loyer dans Le Jeu de la mort (1er doublage)
- Daniel Sarky dans Jumeaux
- Guy Chapellier dans Le Jeu de la mort (2d doublage)